# 時代雜誌 (加拿大)
時代雜誌（英語：Timeline Magazine）是一個由加拿大新時代電視多倫多支部製作的節目，帶領觀眾融入加拿大社會，內容包括嚴肅的政策分析和輕鬆的最新資訊。節目前身為《華人社區通訊網》，於1984年首播，由同年啓播的中文電視（Chinavision）製作。中文電視於1987年獲准在卑詩省落地後，節目改稱《全國華人通訊網》。中文電視於1993年改組成新時代電視後繼續製作本節目，而節目播放了500多集後再改名為《時代雜誌》並維持至今，並成為加拿大最長壽的本地製作中文電視節目。
節目初期主要介紹加拿大華人社區資訊，後來逐漸擴濶取材範圍，現時也會報道主流社會關注的議題，以至走訪中國及歐亞多處地方。現時節目每集分為三節，每節報道不同議題。
新時代電視現時逢星期三晚上十時播放《時代雜誌》。另外，香港有線電視新聞一台（後來改為財經資訊台）也曾於1997年至2007年間播放本節目。

## 外部連結
- 時代雜誌 網上重溫